# Tynningö Yacht- och Motorbåtsvarv
Tynningö Yacht- och Motorbåtsvarv, senare Tynningö Båtvarv, är ett svenskt småbåtsvarv på Tynningö i Vaxholms kommun. Det anlades 1912 av Karl Albert Olsson vid Hemviken på sydöstra Tynningö. Vid varvet byggdes segelbåtar och motorbåtar. Varvet hade en slip med 20 tons kapacitet. Varvet byggde bland annat den av Knud H. Reimers konstruerade Tumlaren, kustkryssare och skärgårdskryssare. Varvets storhetstid var 1930- och 1940-talen.
Sonen Åke Olsson tog över verksamheten 1961. Dennes son Kjell Olsson övertog varvet 2005 och hyrde ut vinter- och sommarplatser.
Varvet är välbevarat, med verkstadsbyggnader, smedja, snickeri, uppläggningsskjul, sliphus, riggarbod, skjul för slipmaskineri och tre slipar.
Idag är varvet en marina med uppläggningsplatser.